# Le Malzieu-Forain
Le Malzieu-Forain – miejscowość i gmina we Francji, w regionie Oksytania, w departamencie Lozère. W 2013 roku populacja gminy wynosiła 471 mieszkańców. Przez gminę przepływa rzeka Truyère. 